# Muli Katzurin
Shmuel « Muli » Katzurin (en hébreu : מולי (שמואל) קצורין), né le 30 novembre 1954, est un entraîneur israélien de basket-ball.

## Biographie

### Clubs
- 1978-1979 :  Hapoël Tel-Aviv (assistant)
- 1979-1981 :  Maccabi Ironi Ramat Gan (assistant)
- 1981-1982 :  Beitar Tel-Aviv (assistant)
- 1982-1984 :  Maccabi Darom Tel-Aviv
- 1984-1985 :  Maccabi Ramat-Gan
- 1985-1987 :  Hapoël Holon
- 1987-1992 :  Hapoël Galil Elyon
- 1992-1993 :  Hapoël Herzliya
- 1993-1995 :  Maccabi Tel-Aviv
- 1995-1997 :  Bnei Herzliya
- 1998-1999 :  Maccabi Ironi Ramat Gan
- 1999-2000 :  Zepter Śląsk Wrocław
- 2003-2004 :  Idea Śląsk Wrocław
- 2006-2008 :  ČEZ Basketball Nymburk
- 2011 :  ALBA Berlin
- 2011-2013 :  Francfort Skyliners
- 2014 :  Bnei Herzliya
- 2015 :  Eisbären Bremerhaven

### Sélections nationales
- 1997-2004 :  Israël
- 2008-2009 :  Pologne

### Palmarès

#### En club
- Champion d'Israël :  1994, 1995
- Coupe d'Israël : 1988 et 1992 avec Galil Elyon, et  1994 avec le Maccabi Tel-Aviv.
- Champion de Pologne: 2000